# Remington R11 RSASS
R11 RSASS (Remington Semi Automatic Sniper System) — американская самозарядная снайперская винтовка от компании Remington Arms.

## Конструкция и характеристики
RSASS была разработана Remington Arms с помощью компании JP Enterprises Company — производителя спортивно-матчевых винтовок. Винтовка состоит из деталей JP, но собирается, продаётся и осуществляется послепродажная поддержка компанией Remington Arms. Ремингтон реализует винтовку с оптическим прицелом Leupold Mark 4 M3 LR с переменной кратностью 4,5—14х, быстросъёмным глушителем, сошками Harris и чехлом.
RSASS рассчитана на ведение огня на дистанции 800—1000 метров. Заявленная точность для RSASS рассчитана до 1000 метров. Кучность винтовки составляет менее 1 угловой минуты при стрельбе снайперскими патронами.
RSASS основана на системе AR-10 под патрон .308 с регулируемой операцией соударения газа. Ствольная коробка произведена из алюминиевого сплава. Рукоятка взведения затвора расположена на её левой стороне. Регулируемый приклад Magpul PRS. Ствол изготовлен из нержавеющей стали с криогенной обработкой. Коробочные магазины имеют ёмкость 20 патронов.

## Использование
Основным пользователем являются правоохранительные органы и военнослужащие в качестве марксманской/снайперской винтовки. По состоянию на январь 2013 года, RSASS доступна только для военных.

## Внешние ссылки
- Официальный сайт